# فوتبال استرالیایی

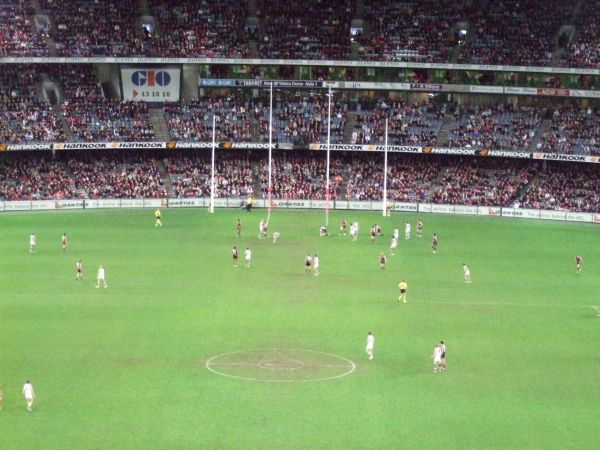
یک بازی لیگ قهرمانان آسیا

فوتبال استرالیایی (به انگلیسی: Australian rules football) یکی از انواع بازی فوتبال است که در زمره مهمترین ورزشهای کشور استرالیا قرار می‌گیرد. این رشته در استرالیا معمولاً فوتبال یا فوتی نامیده می‌شود.
این ورزش یکی از کدهای فوتبال است که از ورزشی که در مدرسه باباش انگلستان بازی می‌شد، ریشه گرفته و قدمت آن به میانه‌های سدهٔ ۱۹ نمی‌رسد.

## مقررات
هر تیم از ۱۸ بازیکن تشکیل می‌شود و مسابقه در یک زمین بیضی‌شکل (همانند زمین کریکت) بازی می‌شود. هدف هر تیم رساندن توپ به دروازه حریف و گذراندن آن با لگد از میان دروازه حریف است.

### توپ
توپ استاندارد فوتبال استرالیایی بیضی شکل و شبیه به توپ‌های مورد استفاده در توپ راگبی است. رنگ توپ مسابقاتی که در روز انجام می‌شود قرمز و بازی‌هایی که در شب انجام می‌شود زرد است. استانداردهای آن:
- محیط: ۷۲–۷۳ سانتیمتر
- فشار هوا (پوند در اینچ مربع): ۹–۱۱

## محبوبیت

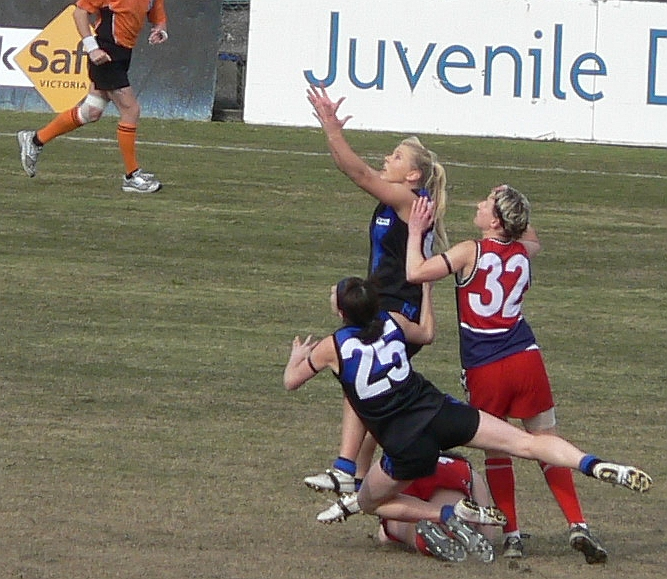

این بازی یکی از محبوبترین ورزش‌های کشور استرالیاست. در بعضی ایالت‌های جنوبی پرطرفدارترین ورزش و در ایالت‌هایِ استرالیای جنوبی، تاسمانی، ویکتوریا و منطقه شمالی محبوب‌ترین ورزش در بین کدهای مختلف فوتبال است (راگبی آنین و راگبی لیگ و در سال‌های اخیر ساکر انواع محبوب دیگر بازی فوتبال در استرالیا هستند).
در کل کشور هم فوتبال استرالیایی ورزش اول زمستانی و با فاصله بسیار اندکی پس از کریکت و شنا ورزش سوم تابستانی کشور است.
فوتبال استرالیایی بی شک محبوبترین رشته بومیان استرالیا است. درحالی‌که فقط ۲٫۴٪ جمعیت استرالیا را بومیان آن تشکیل می‌دهند، ۱۰٪ بازیکنان لیگ ملی فوتبال استرالیایی (AFL) خود را از قبایل بومی استرالیا معرفی می‌کنند.
فوتبال استرالیایی در خارج از این کشور فقط در برخی از جزایر اقیانوس آرام بازی می‌شود و ورزش ملی کشور نائورو در اقیانوس آرام است. ضمن اینکه فوتبال گیلیک که در ایرلند بازی می‌شود هم شباهت زیادی به فوتبال استرالیایی دارد و گاهی مسابقاتی با قوانین ترکیبی این دو رشته معروف به «قوانین بین‌المللی فوتبال» بین‌تیم‌های استرالیایی و ایرلندی برگزار می‌شود.
مجموع تعداد تماشاگران مسابقات لیگ فوتبال استرالیایی (AFL) در سال ۲۰۰۷ به ۶٫۴۷۵ میلیون نفر رسید و آمارهای رسمی نشان می‌دهد در فصل ۶_۲۰۰۵ در مجموع ۲٫۵ میلیون نفر یعنی ۱۶٪ مردم کشور برای تماشای حداقل یک مسابقه لیگ بر سکوهای ورزشگاه‌ها نشستند. این رقم برای استرالیای جنوبی، تاسمانی و ویکتوریا به ترتیب ۳۱٪، ۳۰٪ و ۲۸٪ بوده‌است.
پرطرفدارترین تیم‌های این مسابقات، تیم‌های محله‌های قدیمی ملبورن، به خصوص سه تیم کالینگوود، اسندون و کارلتون هستند. فوتبال استرالیایی به‌طور سنتی در ایالات جنوبی ویکتوریا، استرالیای جنوبی و تاسمانی از طرفداران بیشتری برخوردار است، در حالی که در ایالات شمالی نیو ساوت ولز و کوئینزلند عموماً ورزش راگبی پرطرفدارتر است. با این حال از زمان تشکیل لیگ ملی ای اف ال، تیمهایی از شهرهای سیدنی و بریزبن نیز در این مسابقات شرکت می‌کنند و به موفقیت‌هایی هم دست یافته‌اند.
در سال ۲۰۰۵ (میلادی) این مسابقات در میان تنها ۵ لیگ ورزشی دنیا قرار داشت که میانگین تماشاگرانش در هر مسابقه بیش از ۳۰ هزار نفر بود. (پس از لیگ ملی فوتبال آمریکایی که بالغ بر ۷۰ هزار نفر تماشاگر داشت و بالاتر از اتحادیه ملی بسکتبال آمریکا و بوندسلیگا دسته اول فوتبال آلمان و لیگ برتر فوتبال انگلیس).
ورزشگاه کریکت ملبورن، (همان ورزشگاهی که تیم ملی فوتبال ایران با تساوی مقابل تیم ملی فوتبال استرالیا به جام جهانی فوتبال ۱۹۹۸ راه یافت)، میزبان دائمی مسابقه فینال اِی اف ال و بزرگ‌ترین ورزشگاهی است که مسابقات فوتبال استرالیایی در آن برگزار می‌شود. در فینال لیگ ۱۹۷۰ میان کارلتون و کالینگوود، رکورد ۱۲۱٬۶۹۶ تماشاگر در این ورزشگاه به جا گذاشته شد. البته در نوسازی ورزشگاه و صندلی گذاری آن ظرفیت ورزشگاه به ۱۰۰ هزار نفر کاهش پیدا کرده‌است.